# Карретеро, Эктор
Эктор Карретеро Милья (исп. Héctor Carretero Milla; род. 28 мая 1995, Мадригерас, провинция Альбасете, автономное сообщество Кастилия-Ла-Манча, Испания) — испанский профессиональный шоссейный велогонщик, выступающий c 2017 года за команду Movistar Team.

## Достижения
2016
1-й Этап 2 Вуэльта Валенсии
2017
- 8-й на Чемпионате Испании в индивидуальной гонке

### Гранд-туры
| Гонка   | 2019 |
| ------- | ---- |
| Джиро   |      |
| Тур     | —    |
| Вуэльта | —    |

| — | Не участвовал |